# Urbanov
Urbanov település Csehországban, a Jihlavai járásban. Urbanov Ořechov, Nevcehle, Olšany, Sedlejov és Žatec településekkel határos. Lakosainak száma 121 fő (2024. január 1.).

## Népesség
A település lakosságának változását az alábbi diagram mutatja:
| Lakosok száma | 215  | 244  | 206  | 164  | 133  | 123  | 133  | 146  | 137  | 121  |
|               | 1869 | 1890 | 1921 | 1950 | 1980 | 2001 | 2017 | 2019 | 2022 | 2024 |